# Bretagne Classic 2016
La Bretagne Classic 2016, 80a edició de la Bretagne Classic, és una cursa ciclista que es disputà el 28 d'agost de 2016 pels voltants de Plouay, a la Bretanya. Aquesta fou la primera edició després del canvi de nom que tingué fins al 2015, quan era coneguda com a GP Ouest France-Plouay .
El vencedor fou Oliver Naesen (IAM Cycling), que s'imposà per dos segons a Alberto Bettiol (Cannondale-Drapac Pro Cycling Team) i per cinc a Alexander Kristoff (Team Katusha).

## Equips participants
Els 18 equips de l'World Tour són presents a la cursa, així com set equips continentals professionals:
| Núm.    | Codi | Equip                              |
| ------- | ---- | ---------------------------------- |
| 1-8     | KAT  | Team Katusha                       |
| 11-18   | CDT  | Cannondale-Drapac Pro Cycling Team |
| 21-28   | FDJ  | FDJ                                |
| 31-38   | AST  | Astana Pro Team                    |
| 41-48   | TLJ  | Team Lotto NL-Jumbo                |
| 51-58   | BMC  | BMC Racing Team                    |
| 61-68   | IAM  | IAM Cycling                        |
| 71-78   | ALM  | AG2R La Mondiale                   |
| 81-88   | DDD  | Team Dimension Data                |
| 91-98   | LTS  | Lotto-Soudal                       |
| 101-108 | MOV  | Movistar Team                      |
| 111-118 | EQS  | Etixx-Quick Step                   |
| 121-128 | OBE  | Orica-BikeExchange                 |

| Núm.    | Codi | Equip                        |
| ------- | ---- | ---------------------------- |
| 131-138 | DEN  | Direct Énergie               |
| 141-148 | TGA  | Team Giant-Alpecin           |
| 151-158 | BAR  | Bardiani-CSF                 |
| 161-168 | SKY  | Team Sky                     |
| 171-178 | TNK  | Team Tinkoff                 |
| 181-188 | FVC  | Fortuneo-Vital Concept       |
| 191-198 | COF  | Cofidis                      |
| 201-208 | LAM  | Lampre-Merida                |
| 211-218 | TFS  | Trek-Segafredo               |
| 221-228 | CCC  | CCC Sprandi Polkowice        |
| 231-238 | WGG  | Wanty-Groupe Gobert          |
| 241-248 | DMP  | Delko-Marseille Provence-KTM |

## Classificació final
| \| Classificació general \| Classificació general \| Classificació general \| Classificació general \| Classificació general \| \| Corredor \| Corredor \| Equip \| Temps \| \| \| --------------------- \| --------------------- \| --------------------- \| --------------------- \| --------------------- \| \| 1r \| Oliver Naesen \| IAM Cycling \| 5h 58' 46" \| \| \| 2n \| Alberto Bettiol \| Cannondale-Drapac \| + 2" \| \| \| 3r \| Alexander Kristoff \| Katusha \| + 5" \| \| \| 4t \| Michael Matthews \| Orica-BikeExchange \| + 5" \| \| \| 5è \| John Degenkolb \| Giant-Alpecin \| + 5" \| \| \| 6è \| Maciej Paterski \| CCC Sprandi Polkowice \| + 5" \| \| \| 7è \| Daniel Hoelgaard \| FDJ \| + 5" \| \| \| 8è \| Giacomo Nizzolo \| Trek-Segafredo \| + 5" \| \| \| 9è \| Matteo Trentin \| Etixx-Quick Step \| + 5" \| \| \| 10è \| Edvald Boasson Hagen \| Dimension Data \| + 5" \| \| |                      |                       |            |
| |                      |                       |            |
| Font: ProCyclingStats |                      |                       |            |
| Classificació general |                      |                       |            |
| Corredor | Corredor             | Equip                 | Temps      |
| 1r | Oliver Naesen        | IAM Cycling           | 5h 58' 46" |
| 2n | Alberto Bettiol      | Cannondale-Drapac     | + 2"       |
| 3r | Alexander Kristoff   | Katusha               | + 5"       |
| 4t | Michael Matthews     | Orica-BikeExchange    | + 5"       |
| 5è | John Degenkolb       | Giant-Alpecin         | + 5"       |
| 6è | Maciej Paterski      | CCC Sprandi Polkowice | + 5"       |
| 7è | Daniel Hoelgaard     | FDJ                   | + 5"       |
| 8è | Giacomo Nizzolo      | Trek-Segafredo        | + 5"       |
| 9è | Matteo Trentin       | Etixx-Quick Step      | + 5"       |
| 10è | Edvald Boasson Hagen | Dimension Data        | + 5"       |